# Bodo Wolfhard Hertsch
Bodo Wolfhard Hertsch (* 27. Juni 1943 in Potsdam; † 3. Oktober 2011 in Tremsdorf) war ein deutscher Veterinärmediziner.

## Leben
Hertsch war von 1982 bis 1992 Professor an der Tierärztlichen Hochschule Hannover und von 1994 bis 2007 Universitätsprofessor und Ordinarius für Pferdekrankheiten und Chirurgie an der Klinik für Pferde, allgemeine Chirurgie und Radiologie der Freien Universität Berlin. Er war von 1992 bis 2003 Präsident der Gesellschaft für Pferdemedizin, seit 2004 Ehrenvorsitzender. Hertsch hat zahlreiche Aufsätze und Veröffentlichungen verfasst.
Er war Eigentümer der Reitanlage Eichenhof in Tremsdorf bei Ludwigsfelde (Berlin-Brandenburg) und erfolgreicher Reiter (Klasse 5). Hertsch starb infolge eines Reitunfalls.